# Gentiane délicate
Comastoma tenellum
Espèce
La Gentiane délicate (Comastoma tenellum) est une espèce de plantes annuelles de la famille des Gentianacées.